# Piscina Paolo Caldarella
La piscina Paolo Caldarella è una piscina olimpionica della Cittadella dello sport di Siracusa.

## Storia
È stata intitolata all'omonimo pallanuotista sportivo siracusano del Circolo Canottieri Ortigia e della Nazionale Italiana morto nel 1993 in un incidente stradale. I lavori d'inizio, che prevedevano la costruzione di una Cittadella dello sport con piscina olimpionica, pista di pattinaggio a rotelle, campi da tennis, calcio a 5, pallavolo e basket, oltre ad un'area adibita alle sedi dei club e ad un'area di ristorazione, furono avviati dal comune di Siracusa il 5 luglio 1959. Uno dei promotori per la realizzazione del progetto fu l'ex arbitro Concetto Lo Bello, nonché ex atleta e presidente dell'Ortigia che grazie alle sue conoscenze e al suo impegno, riuscì a portare a termine quella che ad oggi è l'opera pubblica sportiva più importante di Siracusa, costruita anche per dare un impianto adeguato alle emergenti società di nuoto e di pallanuoto (Ortigia in primis) che prima di allora disputavano le proprie gare nel tratto di mare dei "sette scogli" in Ortigia quasi di fronte la fonte Aretusa.
Da sempre la struttura ha una certa rilevanza in ambito nazionale ed internazionale. Il pubblico numeroso, e il clima favorevole, permettono alla città di essere selezionata per lo svolgimento di alcune competizioni. Si ricordano il Trofeo Syracusae, la 8 Nazioni in cui le migliori 8 nazioni al mondo si sfidavano in un torneo organizzato appunto a Siracusa. Dal 2011 l'evento ospita le migliori 6.
Il 31 marzo 2015 la piscina Paolo Caldarella ha ospitato la Nazionale Italiana allenata dal siracusano Sandro Campagna, nel match contro la nazionale turca. La gara valevole per la World League, è una tra le manifestazione internazionale più importanti.
Dal 6 al 9 Luglio 2017 è stato disputato il Sei nazioni, manifestazione internazionale tra le più importanti che si svolge a Siracusa annualmente. Tra le formazioni a scendere in vasca oltre l'Italia, anche la Croazia, la Grecia, la Russia, l'Australia e gli Stati Uniti. A vincere l'ambito trofeo l'Italia allenata da Sandro Campagna.
In ambito femminile, Il 25 giugno 2008 la Nazionale italiana femminile allenata all'epoca da Mauro Maugeri, prima della partenza per il campionato europeo 2008 di Malaga in Spagna, ha affrontato in amichevole la nazionale della Grecia, con vittoria delle ragazze azzurre sulle elleniche per 8-7.

## Struttura e architettonica
L'impianto è dotato di una piscina olimpionica su cui si affacciano da un lato una tribuna centrale scoperta per una capienza totale di circa 1.300 posti, mentre negli altri lati sono posti un tabellone segnapunti (che riporta formazioni, risultato ed il tempo di gioco) ed una gigantografia dedicata all'indimenticato Paolo Caldarella. Esso annovera anche una pecca di non poco conto, oltre che assurda se si considera l'importanza e il blasone della squadra che vi gioca, ovvero l'assenza di copertura che fino ad oggi è costata la non omologazione per gli incontri di coppa, sia nazionale che internazionale, inducendo la società biancoverde a disputare questi incontri in campo neutro.
Esso si affaccia esternamente tra via Delfica e via Paolo Caldarella. 

## Società beneficiarie
La piscina ospita le partite casalinghe delle due maggiori squadre di pallanuoto della città: l'Ortigia e la 7 Scogli; L'Ortigia, oltre ad avere in vasca anche la squadra femminile, è una delle squadre italiane che vanta maggiori presenze nel massimo campionato nazionale, nonché una delle società più antiche d'Italia per tradizione sportiva. Nel corso degli anni, si sono susseguite numerose società sportive di minore rilevanza, usufruendo sempre della Caldarella per svolgervi le proprie attività sportive.